# El Mañana
Singles de Gorillaz
Dirty Harry
(2005) Stylo
(2010)
El Mañana (en espagnol « le lendemain ») est une chanson du groupe virtuel Gorillaz dirigé par Damon Albarn, parue sur l’album Demon Days. C’est le quatrième et dernier single tiré de cet album, et le seul single a double face-A puisqu’il a été publié avec Kids with Guns. Contrairement à ses prédécesseurs tirés de Demon Days, « Kids with Guns » / « El Mañana » a atteint la 27e position dans les charts anglais mais pas le top 10 en Grande-Bretagne.

## Clip Vidéo
El Mañana est une vidéo de Passion Pictures, réalisée par Jamie Hewlett et Pete Candeland. Selon Gorillaz.com, la vidéo devait sortir le 11 mars 2006. La vidéo est la suite de celle de Feel Good Inc. Noodle, la guitariste virtuelle du groupe, est sur son île flottante où se trouve également son moulin à vent, et semble heureuse. Soudain, deux hélicoptères arrivent pour la capturer, et font feu sur Noodle avec des mitrailleuses. Alors que Noodle se réfugie dans le moulin, les hélicoptères foncent sur les voiles et les détruisent. Lorsque Noodle sort du moulin à vent, celui-ci est totalement en flammes. Les pilotes la voient alors et commencent à l’attaquer à nouveau, ce qui la force à rentrer à l’intérieur du moulin à vent. L’île, frappée de plus belle, commence à perdre de l’altitude et tombe dans un canyon. L’un des deux hélicoptères lâche une bombe sur Noodle avant de repartir. Mais pourquoi veulent-ils la capturer ? Cela s'explique parce que Noodle est un projet gouvernemental et que c'est la seule à avoir survécu au gouvernement et veulent donc la détruire ou la capturer.

## Explication de la vidéo
Les thèmes principaux sont assez similaires à ceux de la seconde face-A de ce single, Kids With Guns, à savoir la violence, les enfants et l’écologie.
La vidéo semble ainsi refléter la vue de Damon Albarn de la guerre. La destruction du moulin à vent dans le clip n’est pas sans rappeler les puits de pétrole détruits à la même époque (la chanson a été écrite en 2004) en Irak, sachant de plus que les hélicoptères sont extrêmement semblables aux modèles Comanche utilisés par les américains. L’attaque de Noodle et de l’île elle-même semble être un reproche sur les attaques involontaires ou non portées sur des personnes innocentes en temps de guerre.
En outre, l’île flottante semble être le seul endroit de verdure car il flotte au-dessus d’une terre aride et dévastée. L’île représente donc la nature et les hélicoptères représentent l’industrie, le thème de la destruction écologique étant alors très apparent, comme dans la chanson Feel Good Inc., où l’on entend les paroles « Moulin à vent, moulin à vent, pour la terre… ».
Un storyboard de la vidéo a été mis en ligne sur YouTube.

## Liste des titres
- CD  et Vinyle 7″

1. Kids with Guns
2. El Mañana
3. Stop the Dams

- DVD

1. El Mañana (Vidéo)
2. Kids with Guns (Vidéo)
3. Don’t Get Lost In Heaven (Démo)
4. El Mañana (Animation)

- CD

1. El Mañana
2. Kids with Guns
3. Stop the Dams
4. Don’t Get Lost In Heaven (Démo)
5. El Mañana (Vidéo)

- Maxi-CD iTunes

1. El Mañana (Live à Harlem)
2. Kids with Guns (Vidéo)
3. Hong Kong (live à Manchester)
4. Stop the Dams